# Rue Cacheux
Pour les articles homonymes, voir Cacheux.
La rue Cacheux est une voie du 13e arrondissement de Paris.

## Situation et accès
Située dans le quartier de la Maison-Blanche, la rue Cacheux débute au 94, boulevard Kellermann et se termine au 41, rue des Longues-Raies. 
Elle est desservie à proximité par le RER B à la gare de Cité universitaire et par la ligne 3a du tramway d'Île-de-France à la station Stade Charléty.

## Origine du nom
La voie tient son nom d'Émile Cacheux (1844-1923), ingénieur des arts et manufactures et membre du musée social, militant du logement social, et propriétaire du terrain

## Historique
La voie est ouverte sous sa dénomination actuelle en 1883.

## Bâtiments remarquables et lieux de mémoire
La rue débouche au nord sur la rue des Longues-Raies qui longe le site de la ligne de Petite Ceinture, et donne accès au sud sur le boulevard Kellermann, en face du stade Charlety. Elle longe un ensemble HLM dénommé « cité de l'Amiral-Mouchez ».